# Марказит
Маркази́т (позднелат. marcasita; слово персидское по происхождению) или лучистый колчедан (частично устар.) — минерал, (поли)сульфид железа. Химическая формула FeS2, нередки примеси незначительных количеств мышьяка, сурьмы, кобальта, таллия, висмута, меди. Алхимики Средневековья применяли выражение marcasitae для обозначения пирита и соединений серы вообще. Во Франции в XVIII—XIX вв. огранённый пирит в качестве недорогого украшения продавали под названием «марказит», но различать природные сульфиды железа научились лишь в XIX веке.

## Название
Основное латинское название позднелат. marcasita происходит от арабского или мавританского مرقشيثا (marqašīṯā) «кремень». До XX века таким словом называли металлически блестящие «цветные» (с бронзовым оттенком) рудные минералы, прежде всего, такие как: пирит и собственно марказит, а также галенит (с уточнением marchasita Plumbea, также иногда называемый сурьмяным марказитом) и серую сурьмянистую руду (позже известную как сурьмяный блеск). Слово кремень относилось к свойству этих минералов испускать искры при ударе по кремню, железу или стали.
Кроме названия лучистый колчедан, к марказиту применяли и другие близкие синонимы: белый или серый железный колчедан, волосистый колчедан, а также водный, гребенчатый, листоватый или ячеистый колчеданы.

## Характеристика

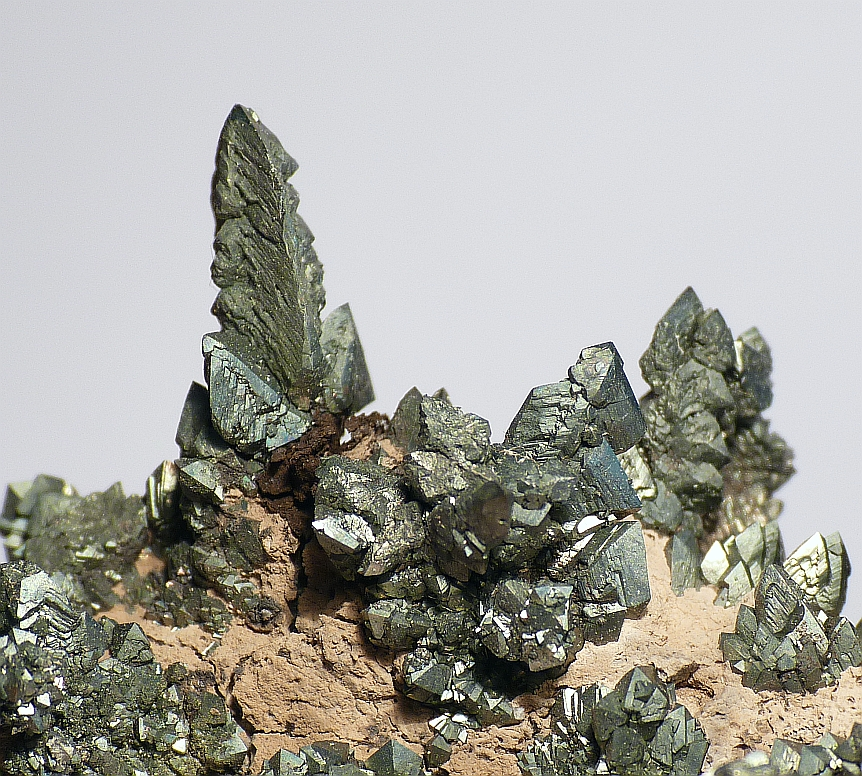
Кристаллы марказита

Марказит — полиморфная разновидность природного (поли)сернистого железа FeS2. Кристаллизуется в ромбической сингонии. Обладает металлическим блеском, латунно-жёлтым цветом, переходящим в сероватый на поверхности кристаллов. Образует уплощённые и копьевидные, часто сложные двойниковые кристаллы, гребенчато-округлые конкреции или чёрные сажистые массы (так называемый мельниковит — коллоидальный и метаколлоидный бисульфид железа в виде тонко-дисперсных черных масс). 
Твёрдость по шкале Мооса 6—6,5, плотность 4.85—4.9 г/см3. Марказит выпадает из природных слабокислых растворов обычно при более низких температурах, чем пирит. В атмосферных условиях неустойчив, особенно при высокой влажности, и постепенно разрушается с образованием H2SO4 и сульфатов железа.

## Места образования
Образуется в гидротермальных месторождениях вместе с пиритом и другими сульфидами; иногда замещает пирротин в зоне окисления сульфидных месторождений. В осадочных породах распространён главным образом в угленосных песчано-глинистых отложениях, где наряду с пиритом образует стяжения и конкреции, но встречается гораздо реже, чем пирит. Часто путают с пиритом; визуально от пирита отличим прежде всего по уплощённо-клиновидной форме кристаллов, в отличие от кубических либо октаэдрических форм пирита.

## Использование
Используется для получения серной кислоты. Была попытка использования его в строительных целях, как добавки к цементу, но из-за своей нестойкости в атмосферном воздухе марказит оказался ещё более опасен, чем пирит. В ювелирном деле термин «марказит» используется как торговый бренд для обозначения вставок из пирита в ювелирных изделиях массового спроса; собственно минерал марказит плохо поддаётся обработке, он хрупок и неустойчив на воздухе, быстро разрушается от воздействий влаги и т. д.

## Лучистый колчедан в искусстве
- В фильме «Дом, в котором я живу» герой Михаила Ульянова геолог Дмитрий Каширин мечтает найти лучистый колчедан.